# روب هابارد
روب هابارد (بالإنجليزية: Rob Hubbard)‏ هو ملحن بريطاني، ولد في 1955 في كينغستون أبون هال في المملكة المتحدة.

## وصلات خارجية
- روب هابارد على موقع IMDb (الإنجليزية)
- روب هابارد على موقع ميوزك برينز (الإنجليزية)
- روب هابارد على موقع ديسكوغز (الإنجليزية)